# Comtat de Madera
El Comtat de Madera és un comtat de l'estat de Califòrnia dels Estats Units. Segons el cens dels Estats Units del 2020, tenia una població de 156.255 habitants. La seu de comtat és Madera.

## Història
Formada el 1893 a partir d'una escissió del comtat de Fresno després d'un referèndum local, la seva part nord cobreix el sud del parc nacional de Yosemite.

## Geografia

### Localitats
El comtat inclou les ciutats de Chowchilla i Madera, així com els següents llocs designats pel cens (CDP): Ahwahnee, Bass Lake, Bonadelle Ranchos-Madera Ranchos, Coarsegold, Fairmead, La Vina, Madera Acres, Nipinnawasee, Oakhurst, Parksdale, Parkwood, Rolling Hills i Yosemite Lakes.

## Demografia
| 1900 | 1910 | 1920  | 1930  | 1940  | 1950  | 1960  | 1970  | 1980  | 1990  | 2000   | 2010   | 2020   |
| ---- | ---- | ----- | ----- | ----- | ----- | ----- | ----- | ----- | ----- | ------ | ------ | ------ |
| 6364 | 8368 | 12203 | 17164 | 23314 | 36964 | 40468 | 41519 | 63116 | 88090 | 123109 | 150865 | 156255 |

## Galeria

Monument Nacional Devils Postpile.
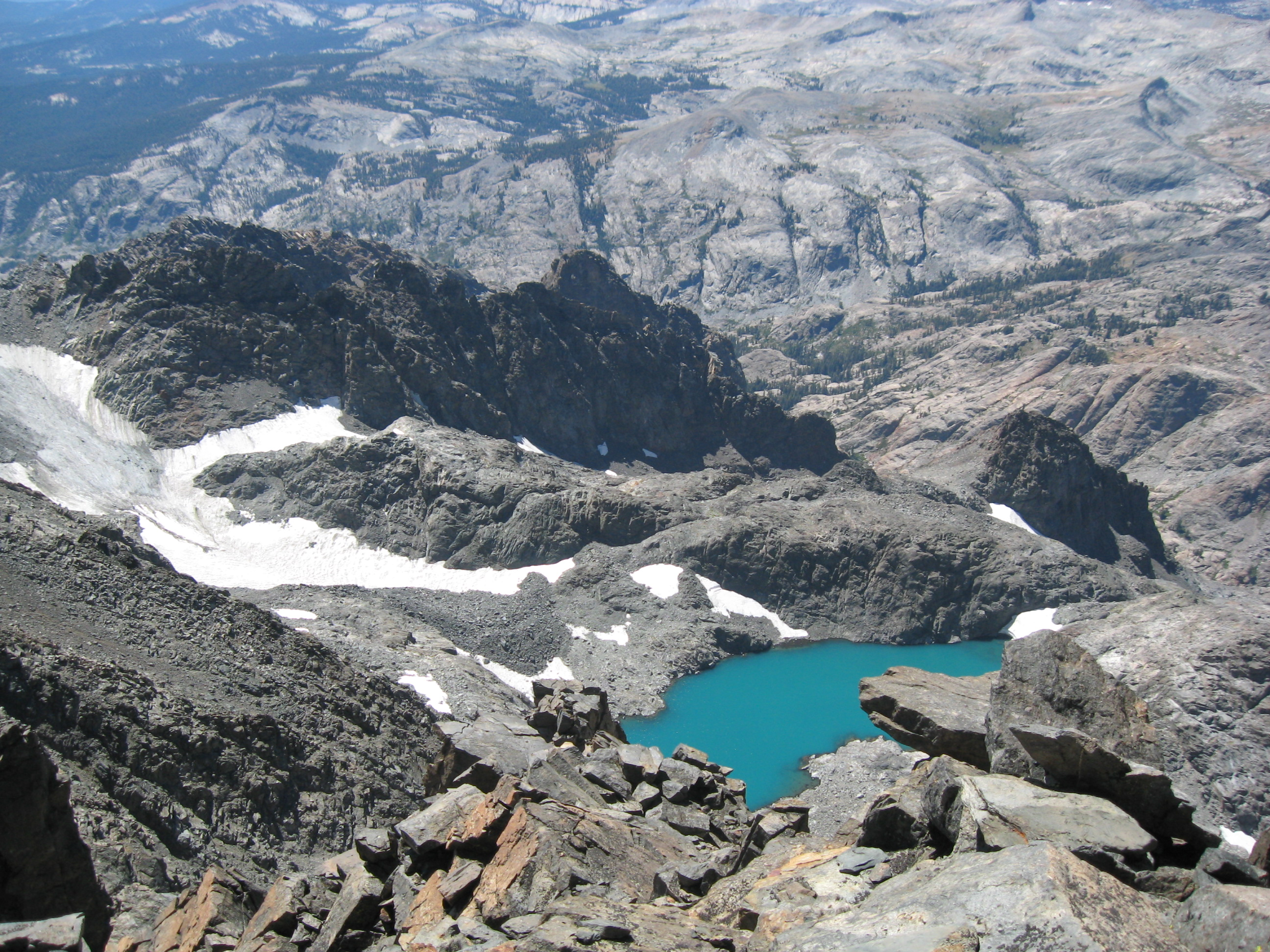
Mont Ritter.